# Guillaume de la Sudrie
Guillaume de la Sudrie (zm. 28 września 1373 w Awinionie) – francuski dominikanin, kardynał. Prowincjał zakonny w Tuluzie 1348–1349, następnie Mistrz Świętego Pałacu (1349–1361). Biskup Marsylii 1361–1366. 18 września 1366 papież Urban V mianował go kardynałem prezbiterem Ss. Ioannis et Pauli, a następnie wysłał go jako legata do Neapolu. Biskup Ostii od 17 września 1367. Uczestniczył w konklawe 1370. Zmarł w Awinionie i został pochowany w miejscowym kościele dominikańskim.